# Stretto di Wilkins
Lo stretto di Wilkins  è una via d'acqua naturale nell'oceano Artico, al centro dell'arcipelago artico canadese; si estende quasi tutto nei Territori del Nord-Ovest, ma la sua estremità orientale è nel Nunavut.
Separa l'isola di Borden (a nord) dall'isola Brock (a sud-ovest) e dall'isola Mackenzie King (a sud).